# Buddingtoniet
Het mineraal buddingtoniet is een gehydrateerd ammonium-aluminium-tectosilicaat met de chemische formule NH4AlSi3O8·0.5(H2O). Het behoort tot de veldspaten. De hydratatie is in de wetenschappelijke literatuur omstreden, en zeer regelmatig wordt het genoemd met de chemische formule NH4AlSi3O8.

## Eigenschappen
Het doorzichtige tot doorschijnende kleurloze of witte buddingtoniet heeft een witte streepkleur, een doffe tot glasglans en een goede splijting volgens het kristalvlak [001] en een duidelijke volgens [010]. De gemiddelde dichtheid is 2,32 en de hardheid is 5,5. Het kristalstelsel is monoklien.

## Naamgeving
Het mineraal buddingtoniet is genoemd naar de Amerikaanse petroloog van Princeton, Arthur Francis Buddington (1890 - 1980).

## Voorkomen
Buddingtoniet is een zeldzame veldspaat die voornamelijk voorkomt in door ammoniak-houdend water verweerde veldspaathoudende gesteenten. Ook is het gevonden in relatie tot zwarte schalies (rijk aan organisch materiaal). De typelocatie is de Sulfur Bank mijn in Lake County, Californië.